# Barnafülű papagáj
A barnafülű papagáj (Pyrrhura  frontalis) a madarak osztályának papagájalakúak (Psittaciformes) rendjébe, a papagájfélék (Psittacidae) családjába és az araformák (Arinae) alcsaládjába tartozó faj. Jellemzően Dél-Amerikában fordul elő, de nagyon közkedveltté vált a tenyésztők körében könnyű tartása és barátságos természete miatt.

## Rendszerezés
Sorolták a Psittacus nembe, Psittacus frontalis néven is.

## Alfajai
- Pyrrhura frontalis frontalis, Dél-Bahiától Rio Grande do Sulig, és nyugaton Mato Grosso do Sulig. Farka felülről zöldessárga, ami a csúcs felé haladva széles vörös hegybe megy át.
- Pyrrhura frontalis chiripepe, Kelet-Paraguay, Argentina, Uruguay, és Brazília távolabbi déli része. Farkának felső része teljesen zöldessárga.
- Pyrrhura frontalis devellei
- Pyrrhura frontalis kriegi, farkának vége vörösesbarna. Ma színváltozatnak tekintik. Elterjedési területén legfeljebb az egyedek 20%-a néz ki így. Egyes tenyésztők külön tenyésztik, és nem keresztezhető a törzsalakkal.

Az alfajok között folyamatosak az átmenetek.

## Előfordulása
Vadon Dél-Amerikában Brazília, Uruguay, Paraguay és Argentína területén honos, de már az egész világon elterjedt, mint díszmadár. Erdőkben, erdőszéleken gyakori. Elterjedési területének északi részén 1400 m-re hatol fel, máshol azonban csak 1000 méteres tengerszint feletti magasságig él. Jól tűri a zavarást, városi parkokban is megtelepszik, például Rio de Janeiro és São Paulo területén is él, és a kertekbe jár táplálkozni.
Viszonylag gyakori; az IUCN szerint nem veszélyeztetett. Kereskedelme kis méretű; alkalmanként lehet kapni fogságban tenyésztett példányokat. Képesek megtanulni beszélni, de a hangokat nem ejtik ki tisztán. Éles hangját sokan nem bírják.

## Megjelenése
A madár színe elsődlegesen zöld, a hasán különböző nagyságú vörös foltokat visel. A homlokán barnás-zöld csík található a viaszhártyáján pedig pár darab piros toll is lehet, de ez csak az idősebb egyedekre jellemző. A szemét fehér színű csupasz gyűrű veszi körül, fültájéka barna, innen ered a neve is. A torkán barnás-zöldes csíkok láthatóak, a farka felső része zöld, alul pedig vörös színű. Kézevezői kívül kékek, belül zöldek, és hegyükön sötétek. A csőre fekete, a lába pedig szürke színű. Hossza a fejétől a farkáig kb. 25–28 cm. A nemeket nagyon nehéz egymástól megkülönböztetni, csak szakértő képes rá, de a tojó kisebb és hasfoltja és homlokcsíkja is keskenyebb a párjáétól, a madarak átlagos életkora kb. 15-25 év.

## Életmód
A barnafülű papagáj csapatokban él az erdőkben, szavannákon, síkvidékeken és a hegyek között, maximum 1300 méteres magasságig terjed az életterük. A csapatok egyedszáma többnyire 6-12, de néha eléri a 40-et is. Nagyon lármásak, jellemzőjük, hogy gyorsan repülnek és így hosszabb távot is képesek megtenni. Néha más papagájokkal együtt keresik a táplálékukat (pl. a Maximilan papagájokkal), amely főként magvakból, gyümölcsökből, bogyókból, virágokból és rovarokból áll.
Nem túl magasan fészkelnek, faodúkban költik ki a tojásaikat, költési idejük a téli hónapokra tehető.

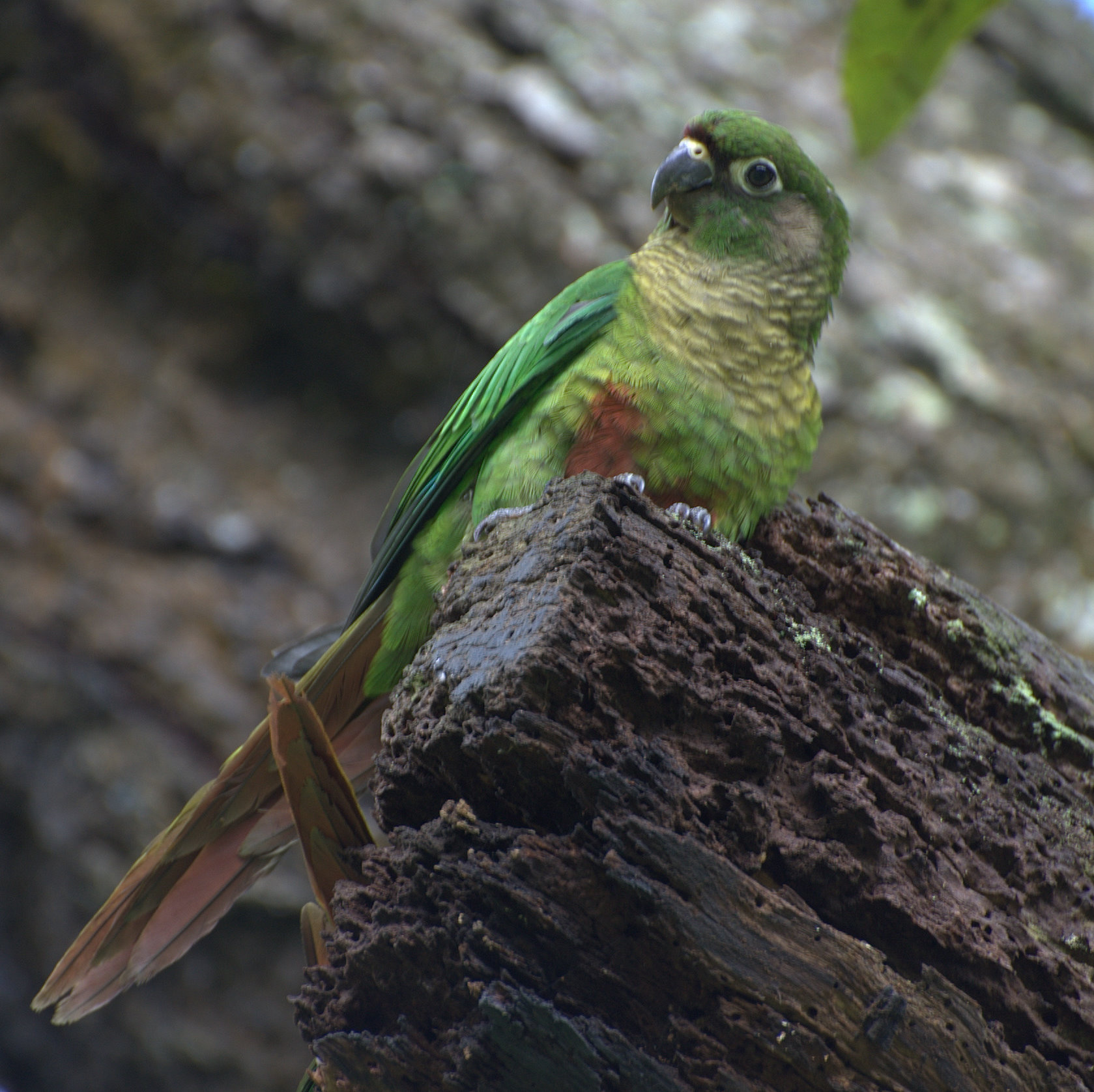
Barnafülű papagáj

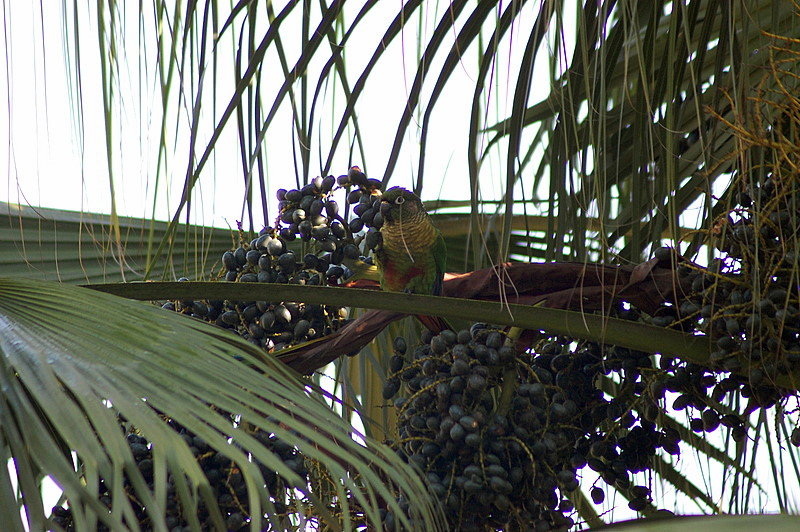
Barnafülű papagáj táplálkozás közben

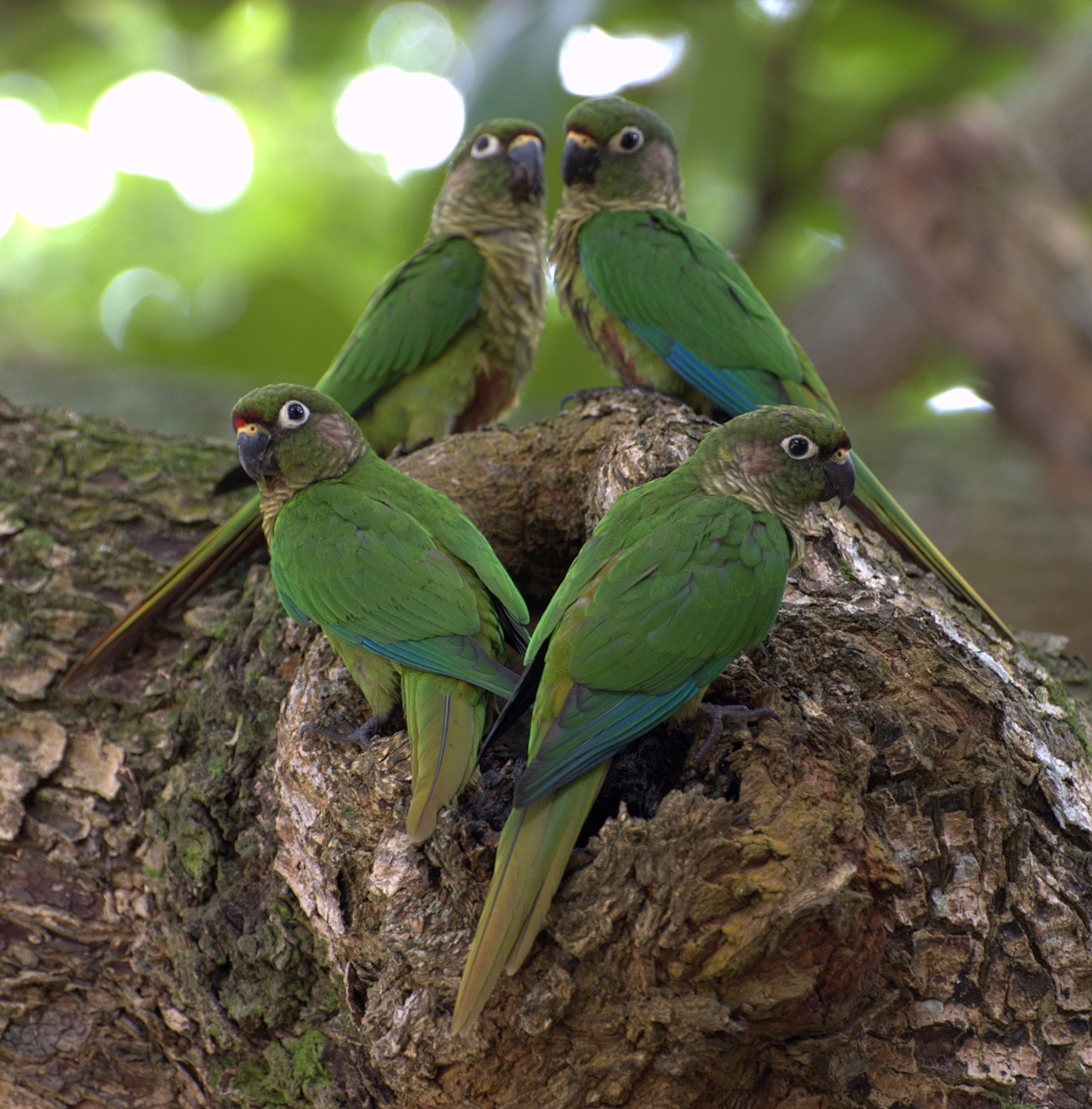
Csapatosan

## Szaporodása
A fészkét nem túl magasan építi meg, fák odújába. Ivaréretté kb. 1 éves kora körül válik, kotlási ideje 28 nap, amely a téli hónapokra esik a 3-9 tojásból álló fészekaljon. A kicsik kirepülése a fészekből 7 hét után történik meg. A fiókák éjszakánként visszatérnek az odújukba, önállóak kirepülés után kb. két hét múlva lesznek.

## Fordítás
- Ez a szócikk részben vagy egészben  a   Maroon-bellied Parakeet című angol Wikipédia-szócikk fordításán alapul.  Az eredeti cikk szerkesztőit annak laptörténete sorolja fel. Ez a jelzés csupán a megfogalmazás eredetét és a szerzői jogokat jelzi, nem szolgál a cikkben szereplő információk forrásmegjelöléseként.